# Aptamero
Gli aptameri sono acidi nucleici aventi la proprietà di legarsi ad una molecola o ad una proteina.
I primi aptameri sono stati isolati all'inizio degli anni '90, nei laboratori di Jack W. Szostak e Larry Gold.
La tecnica utilizzata è stata soprannominata SELEX. Si tratta di una tecnica che permette di selezionare, all'interno di una grande quantità di acidi nucleici aventi diverse sequenze, gli acidi nucleici che si legano alla molecola desiderata. Una volta selezionati, le sequenze "vincitrici" vengono amplificate, di solito a livello di DNA, mediante PCR. Attraverso diversi cicli di selezione e amplificazione, gli aptameri dalle proprietà desiderate vengono isolati.
Fino al 2011, tutti gli aptameri conosciuti erano formati da RNA o DNA, dato che solamente sequenze di DNA o RNA potevano essere amplificate con tecniche note di biologia molecolare. Nel 2011, lo sviluppo di enzimi che permettono di copiare sequenze di acidi nucleici artificiali hanno permesso lo sviluppo di aptameri costituiti da acido treonucleico (TNA) e HNA (hexose nucleic acid).